# Ubba

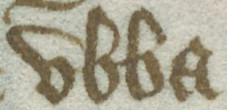
Tên của Ubba xuất hiện trong khổ 48v của mẫu vật 2278 thuộc Thư viện Harley Bảo tàng Anh Quốc (Lives of Saints Edmund and Fremund): "Vbba"

Ubba (Tiếng Bắc Âu cổ: Ubbi) (mất năm 878) là một người Viking thế kỷ thứ 9 và là một trong các thủ lĩnh của Đại Quân Ngoại đạo đã xâm lược nước Anh Anglo-Saxon vào những năm 860. Đại Quân có lẽ là tập hợp của những đạo quân nhỏ lẻ đến từ Scandinavia, Ireland, vùng Biển Ireland và châu Âu lục địa. Cũng có bằng chứng chỉ ra rằng một phần của đạo quân vốn đến từ Frisia, nơi một số thủ lĩnh Viking được người Frank ban thưởng thái ấp. Một số nguồn miêu tả Ubba là dux của người Frisia, có thể đã chứng minh rằng Ubba làm giàu bằng cách thu thuế từ người Frisia.
Vào năm 865, Đại Quân này, do Ivar the Boneless dẫn dắt, trú đông ở Vương quốc Đông Anglia, trước khi xâm lược và tiêu diệt Vương quốc Northumbria. Năm 869, sau khi nhận tiền cống nạp từ người Mercia, người Viking tiếp tục chinh phạt người Đông Anglia, và giết vua của họ trong cuộc chiến này, Edmund, người mà sau này được tôn làm thánh và người tuẫn đạo. Dù những nguồn sử gần với thời kỳ này không hề nói rằng Ubba có tham gia chiến dịch trên, một số nguồn sử sau này, ít tin cậy hơn lại cho rằng Ubba có liên quan đến việc Edmund tuẫn đạo. Sau này, Ivar và Ubba trở thành hai hình mẫu được sử dụng khi người ta muốn nói đến người Viking xâm lược và kẻ thù của Thiên Chúa giáo. Do vậy, Ubba có xuất hiện trong một số nguồn tiểu sử các vị thánh kể về các thánh Anglo-Saxon và các nguồn khác thuộc giáo hội, tuy tính tin cậy không cao. Các nguồn sử không cùng thời cũng cho rằng Ivar và Ubba có liên hệ với truyền thuyết về Ragnar Lodbrok, một nhân vật bí ẩn trong lịch sử. Có lý do để cho rằng giáo phái của Edmund chịu trách nhiệm chấp nhận những người định cư từ Scandinavia đến sống ở nước Anh Anglo-Saxon, truyền thuyết về Ragnar Lodbrok có lẽ bắt nguồn từ việc người ta cố gắng giải thích lý do tại sao những người định cư lại tìm đến đây. Ubba hầu như không tồn tại trong các nguồn sử Iceland truyền thống về Ragnar Lodbrok.
Sau khi vương quốc Đông Anglia sụp đổ, quyền lãnh đạo Đại Quân dường như đã rơi vào tay Bagsecg và Halfdan, những người đã chiến đấu chống lại người Mercia và người Tây Saxon. Vào năm 873, người ta ghi nhận là Đại Quân đã tách ra thành hai đạo quân. Trong khi Halfdan cùng những người ủng hộ ông ở lại Northumbria, đạo quân dưới trướng Guthrum, Oscytel và Anwend tiếp tục hành quân về phương Nam và tấn công người Tây Saxon. Trong mùa đông hai năm 877–878, Guthrum tiến hành chiến dịch tấn công chớp nhoáng tiến sâu vào lãnh thổ Wessex. Có bằng chứng cho rằng chiến dịch này được thực hiện cùng lúc với chiến dịch của một đạo quân Viking khác tại Devon. Đạo quân còn lại này, theo ghi chép thì đã bị tiêu diệt ở Arx Cynuit vào năm 878. Theo một nguồn sử đương thời, lực lượng này do một người anh em của Ivar và Halfdan dẫn dắt, và một số nguồn sử sau này xác nhận rằng đó chính là Ubba.

## Người Viking xâm lược nước Anh Anglo-Saxon

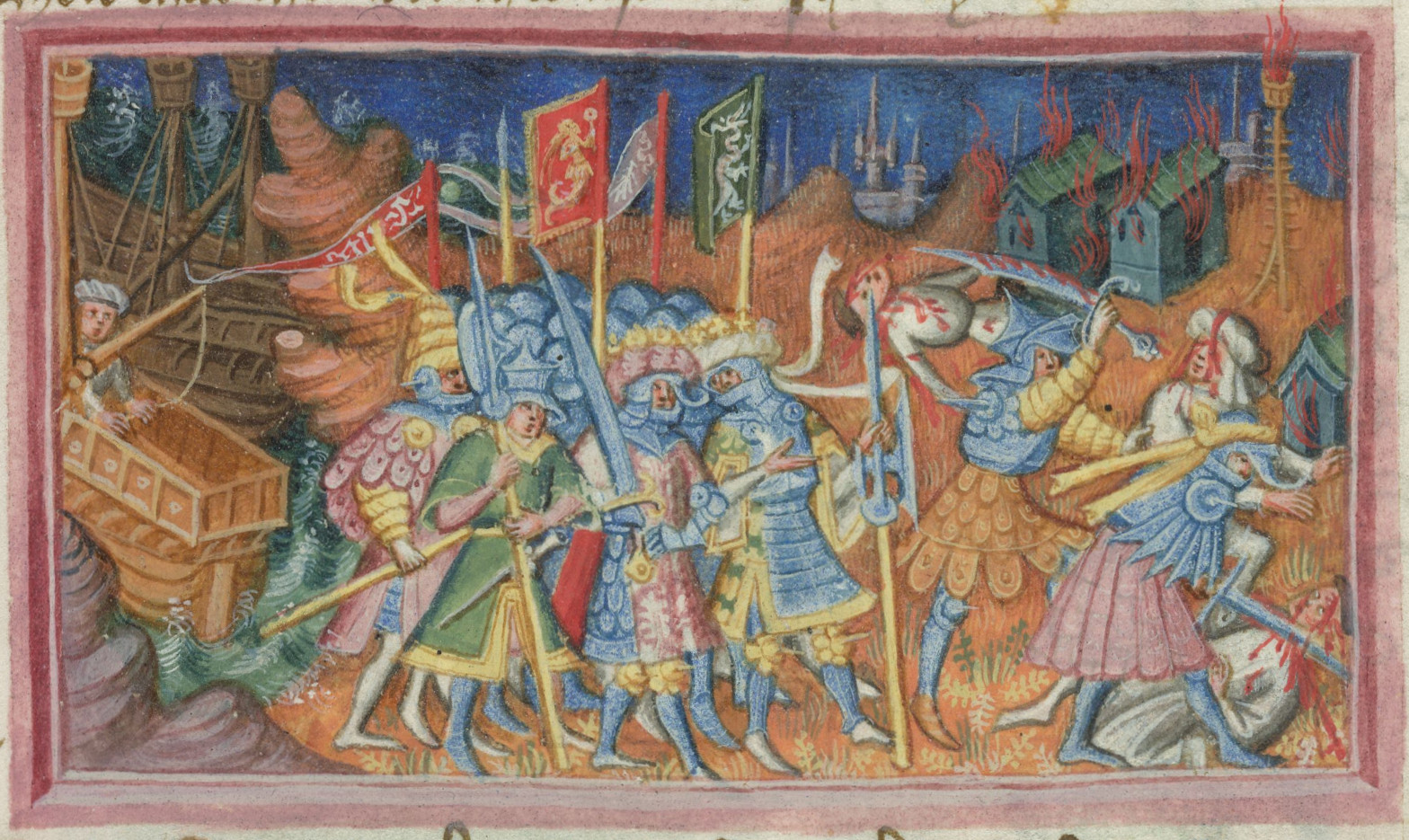
Một bức tranh thế kỷ thứ 15 miêu tả Ivar và Ubba tàn phá miền quê nước Anh xuất hiện trong khổ 48r của mẫu vật 2278 thuộc Thư viện Harley Bảo tàng Anh Quốc. The Lives of Saints Edmund and Fremund presents 9th-century events in a chivalric context.

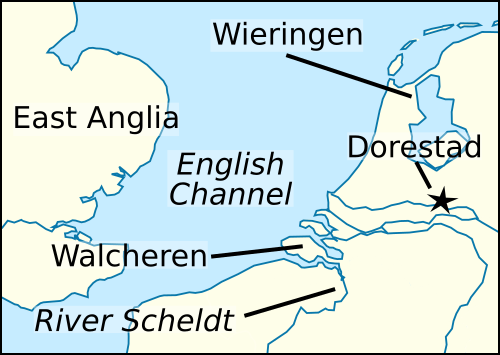
Thái ấp tại Frisia vào thế kỷ thứ 9 của Roricus có vẻ như bao gồm một vùng xung quanh Dorestad, Walcheren và Wieringen.

## Xuất hiện trong tiểu sử thánh của Edmund

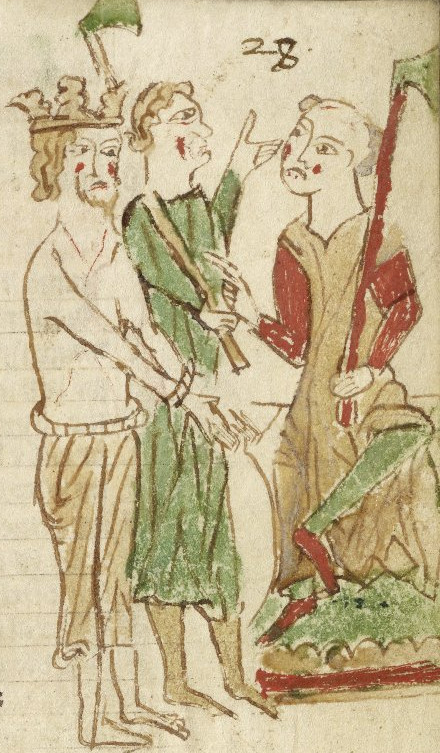
Một bức tranh thế kỷ 13 hoặc 14 miêu tả Edmund, Vua của Đông Anglia, bị giải đến trước mặt Ivar khi bị trói, xuất hiện trong khổ 28r của mẫu vật 142 thuộc Thư viện John Rylands của Pháp

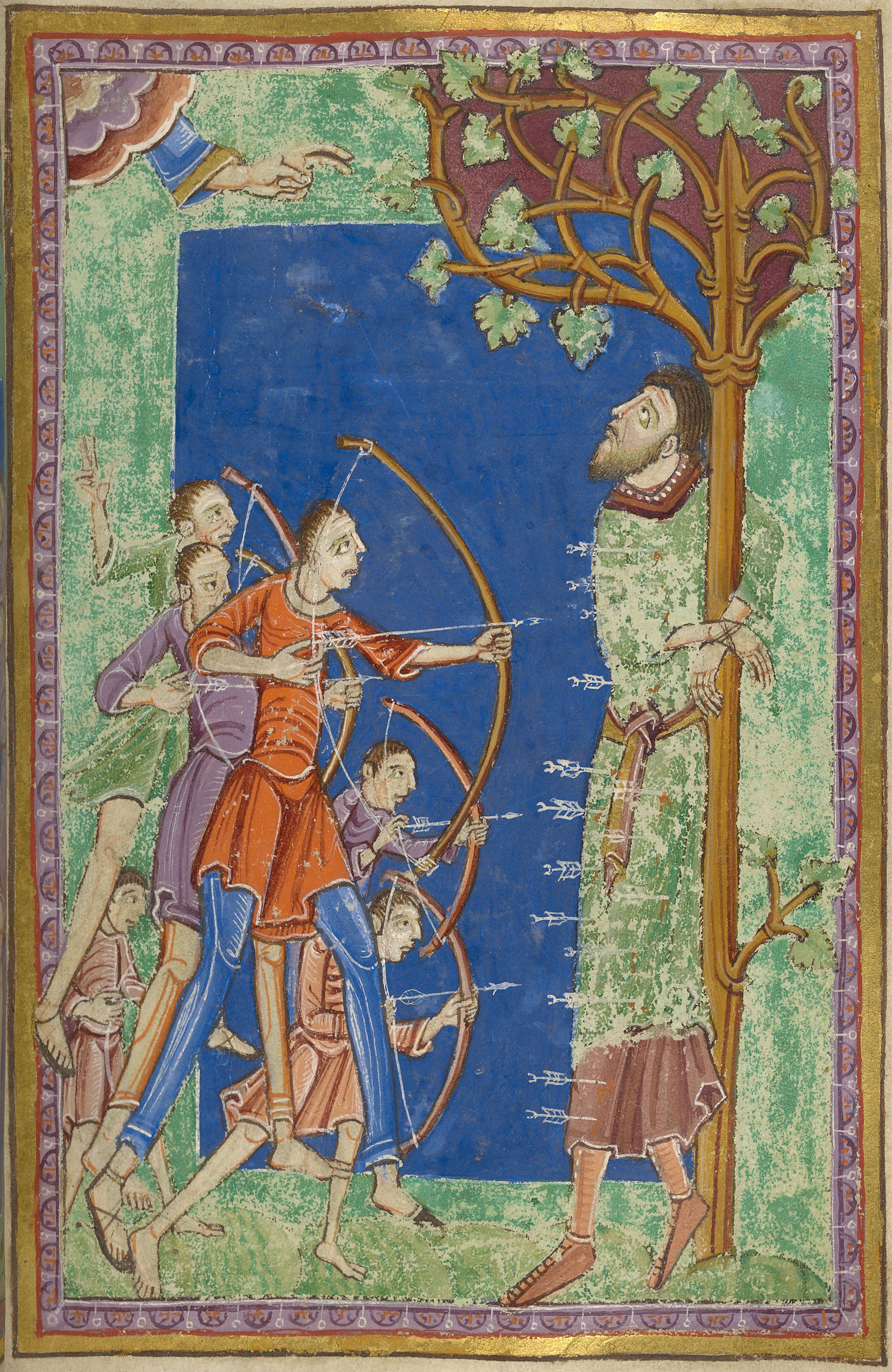
Bức tranh thế kỷ 12 về cái chết của Edmund, Vua của Đông Anglia xuất hiện trong khổ 14r của mẫu vật 736 Thư viện Pierpont Morgan

## Xuất hiện trong tiểu sử thánh của Æbbe và Osyth

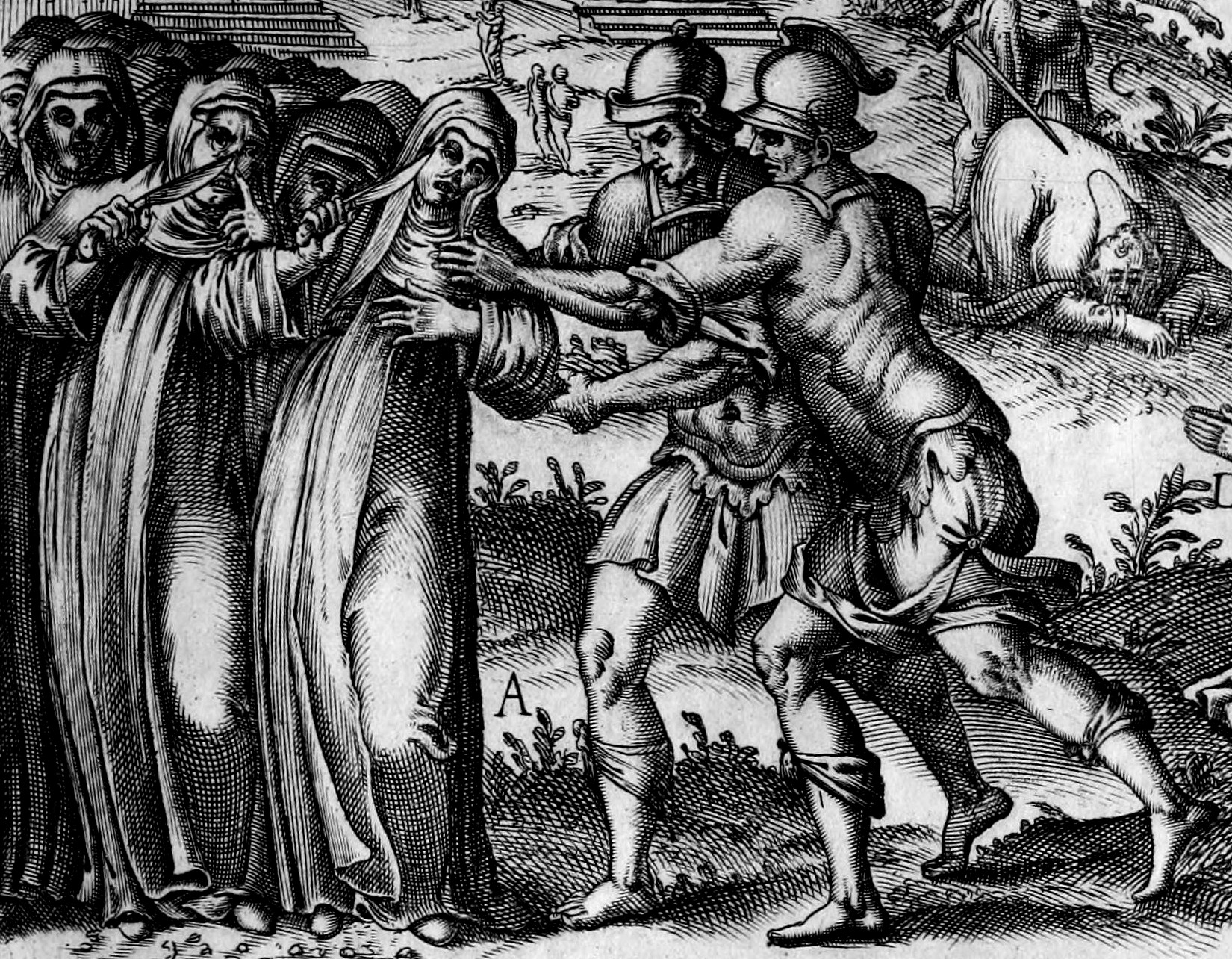
Một bức tranh thế kỷ 16 miêu tả Æbbe và các nữ tu Coldingham tự xẻo thịt mình khi bị quân Viking săn đuổi

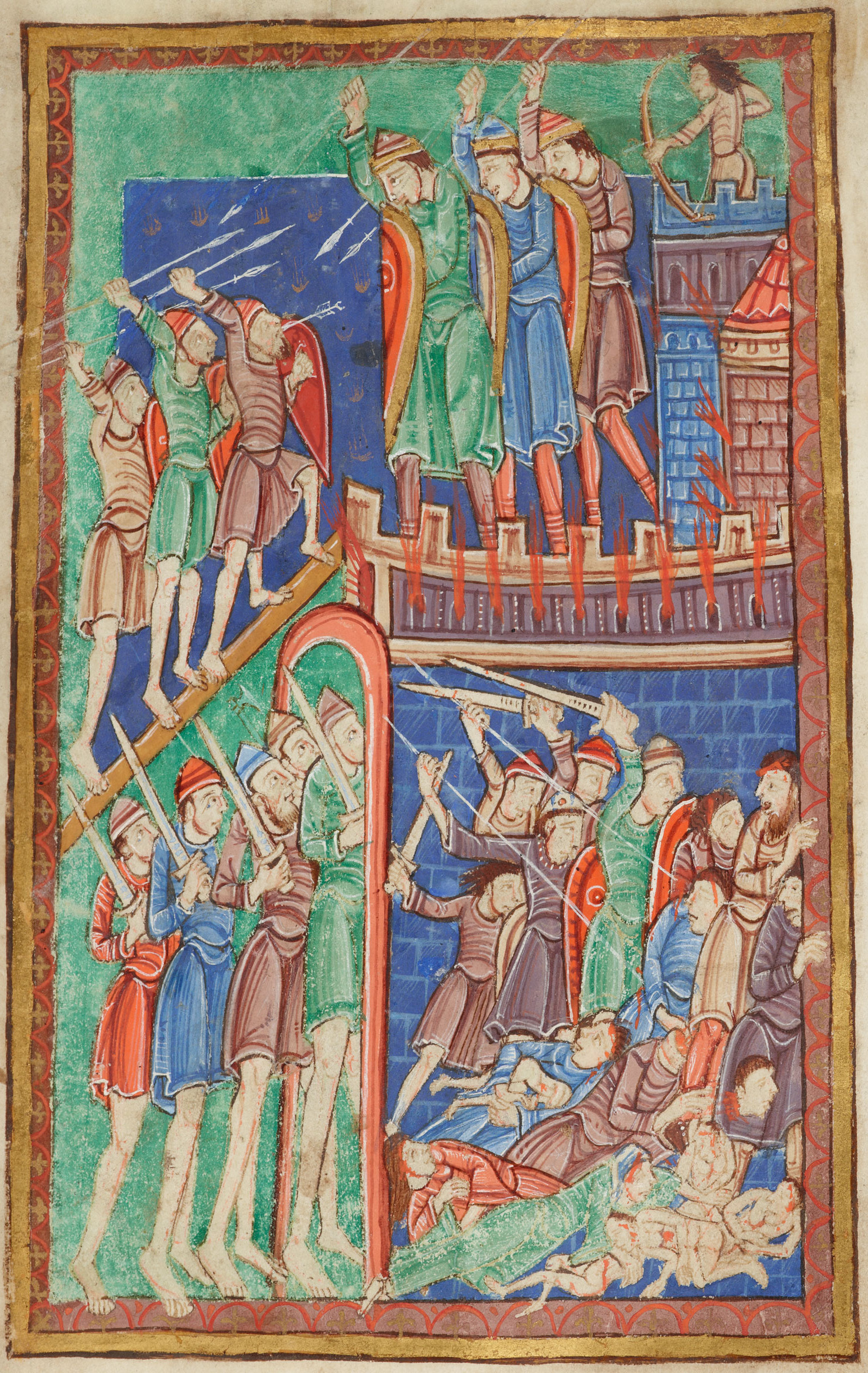
Một bức tranh thế kỷ 12 miêu tả quân Viking tấn công một thị trấn, giết hết đàn ông, đàn bà và trẻ em, trong khổ 10r của mẫu vật 736, Thư viện Pierpont Morgan

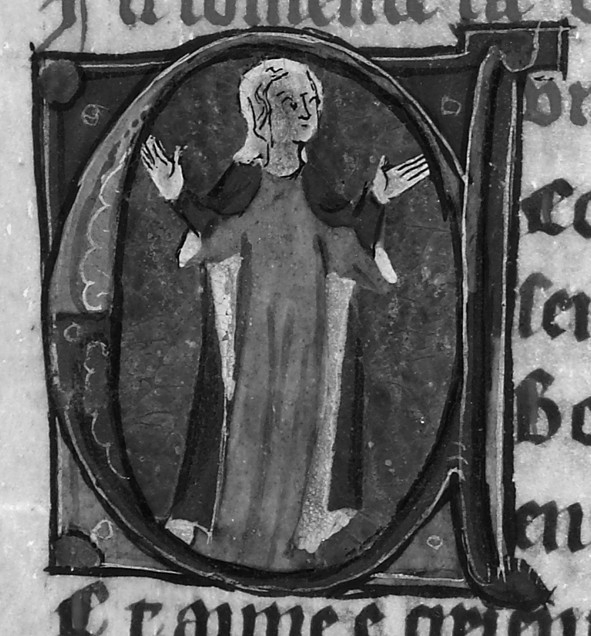
Một bức tranh thế kỷ 13 hoặc 14 vẽ Osyth trong khổ 134v của mẫu vật 70513 thuộc Thư viện Anh Quốc